# Lion Mountain (Mauritius)
Der Lion Mountain (auch Montagne du Lion; dt.: Löwenberg) ist ein Berg im Südosten von Mauritius. Der mit 480 Meter zweithöchste Gipfel der Grand Port Range, in der Nähe von Mahébourg gelegen, zählt bei Einheimischen und Touristen zu den beliebtesten Wanderzielen der Insel.

## Name
Der markante Lion Mountain hat die Gestalt eines liegenden Löwen mit felsigem Kopf, was die Namensgebung beeinflusst hat. Wann und von wem der Berg seinen Namen erhielt, lässt sich nicht mehr nachvollziehen. Schon 1773 jedoch bezeichnete der französische Schriftsteller Jacques-Henri Bernardin de Saint-Pierre (1737–1814) die Erhebung als Montagne du Lion. Im 19. Jahrhundert verglichen Forschungsreisende den Lion Mountain mit dem Lion’s Head bei Kapstadt.
Der Volksaufklärer Basdeo Bissoondoyal (1906–1991) präsentiert in seinem Buch The Truth About Mauritius (Erstauflage 1968) eine Legende, der zufolge sich vor langer Zeit („long, long ago“) ein indisches Schiff der Insel genähert habe. Als die Männer an Bord den Lion Mountain gesehen hätten, sei der Entschluss gefallen, den Berg zu besteigen. Unter den Indern befand sich ein Jäger, der stets von einem zahmen Löwen begleitet wurde. Als die Männer eine Rast einlegten, sei der Löwe in den Wäldern verschwunden und nicht mehr aufzuspüren gewesen. Die Inder mussten zu einer verabredeten Zeit wieder an ihrem Schiff sein und ließen den Löwen zurück. Als das Tier zum Rastplatz der Männer zurückkehrte, sah es, dass der Ort verlassen war. Es legte sich deshalb auf den Hügel, um nach den Männern zu schauen. In dieser Position verharre der Löwe bis heute.
Der mauritische Schriftsteller Malcolm de Chazal (1902–1981) nahm die Löwenlegende auf und schrieb in einem Artikel: „La Montagne du Lion  [...] trempant ses orteils dans l’eau glauque de la baie de Mahébourg“ („Der Löwenberg taucht seine Zehen in das blaugrüne Wasser der Bucht von Mahébourg“).  Dieses bekannte Zitat ist an der Seepromenade von Mahébourg auf einer Tafel in den Boden eingelassen.

## Geografie und Natur
Der Lion Mountain ist geologisch vergleichsweise jung und entstand vor etwa fünf bis zehn Millionen Jahren, als eine Reihe von submarinen Vulkanausbrüchen die Insel Mauritius schufen. Der Berg besteht aus Basalt und Trachyt.

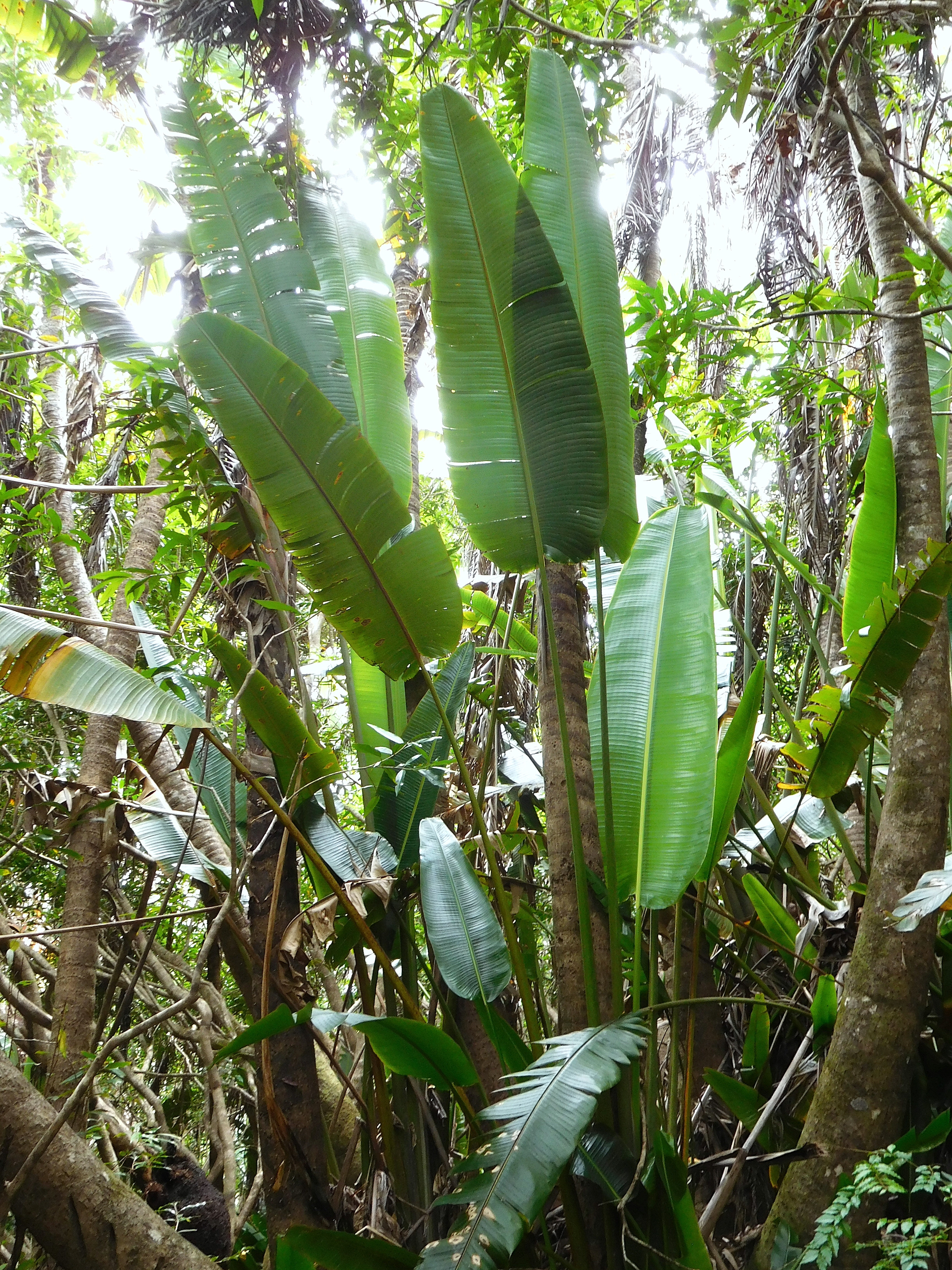
Ravenala am Lion Mountain

Unweit von Mahébourg an der südöstlichen Küste gelegen, gilt der Lion Mountain als Hausberg der ehemaligen Hauptstadt des Landes. Aufgrund seiner charakteristischen Form ist er von vielen Orten im Südosten gut zu erkennen. Der Berg überragt die Baie de Grand Port und einige Relikte der ersten Besiedlung der Insel durch die Niederländer. In der Nachbarschaft befinden sich weitere Gipfel der Grand Port Range wie etwa die Montagne des Créoles (369 Meter). Nördlich schließt sich die Bambous Range mit dem Hauptgipfel der Montagne Bambous (626 Meter) an. Westlich vom Lion Mountain erstreckt sich das Landschaftsschutzgebiet La Vallée de Ferney.
In der Umgebung des Berges leben Javahirsche und Makaken. Durch ein intensives Erhaltungszucht- und Auswilderungsprogramm ist es gelungen, den Bestand des endemischen, zeitweise fast ausgestorbenen Mauritiusfalken zu erholen. Die Raubvögel sind gelegentlich vom Lion Mountain aus zu beobachten. Der üppige tropische Wald am Berg enthält eine Vielzahl von teils seltenen Spezies. Vor allem der Nordhang ist von Ravenalas mit bis zu drei Meter langen Laubblättern bewachsen.

## Besteigung
Diverse Aussichtspunkte und der Gipfel des Lion Mountain bieten einen weiten Rundblick über die benachbarten Berge, die gesamte südöstliche Küste einschließlich des Blue Bay Marine Park sowie die vorgelagerten Inseln Île aux Aigrettes, Île de la Passe und Île aux Fouquets. Aufgrund der hervorragenden Aussicht sollen 1810 zahlreiche Menschen den Berg erklommen und von dort aus die Seeschlacht von Grand Port zwischen Franzosen und Briten beobachtet haben.
Auf den Gipfel führen mehrere durchweg anspruchsvolle Wege, die aufgrund einer nicht durchgängig guten Markierung vorzugsweise mit einem einheimischen Guide begangen werden sollten. Den Ausgangspunkt bildet jeweils die Polizeistation im Ort Vieux Grand Port. Anfangs geht es durch Zuckerrohrfelder, bis der Rücken des Löwen erreicht ist. Auf der östlichen Route steigt der Weg bald steil an und führt unter anderem über etwa hundert Treppenstufen. Im ersten Teil des Anstiegs sind auch einige Felsklettereien zu bewältigen. Im tropischen Wald ist der Pfad meistens gut zu erkennen, hier weisen auch rote Pfeile den Weg. Am Gipfel befindet sich anstelle eines Kreuzes zeitweise eine Flagge. Für den Rückweg stehen mehrere Alternativen zur Verfügung. Der Rundweg, der in etwa drei bis vier Stunden zu bewältigen ist, endet wieder an der Polizeistation.